# Right Between the Eyes
Right Between the Eyes – czwarty album studyjny amerykańskiej grupy heavymetalowej Icon wydany 24 sierpnia 1989 roku przez Atlantic Records.

## Lista utworów
1. „Right Between the Eyes” (Harrison/Wallach/Wexler) – 5:14
2. „Two for the Road” (Harrison) – 3:54
3. „Taking My Breath Away” (Harrison/Wallach/Wexler) – 4:36
4. „Far Cry” (Harrison/Wexler) – 4:17
5. „In Your Eyes” (Harrison/Wallach/Wexler) – 3:59
6. „Holy Man's War” (Harrison/Wallach/Wexler) – 7:16
7. „Bad Times” (Harrison/Wexler) – 3:25
8. „Double Life” (Harrison/Wallach/Wexler) – 4:06
9. „Forever Young” (Harrison/Wexler) – 3:50
10. „Running Under Fire” (Harrison/Wexler) – 4:25
11. „Peace & Love” (Harrison/Wexler) – 1:19

## Twórcy
- Jerry Harrison – śpiew
- Dan Wexler – gitara
- Drew Bollmann – gitara
- Tracy Wallach – gitara basowa
- Pat Dixon – perkusja
- Alice Cooper – śpiew (utwory: 2, 6)